# Chenal enherbé
Pour un article plus général, voir chenal.

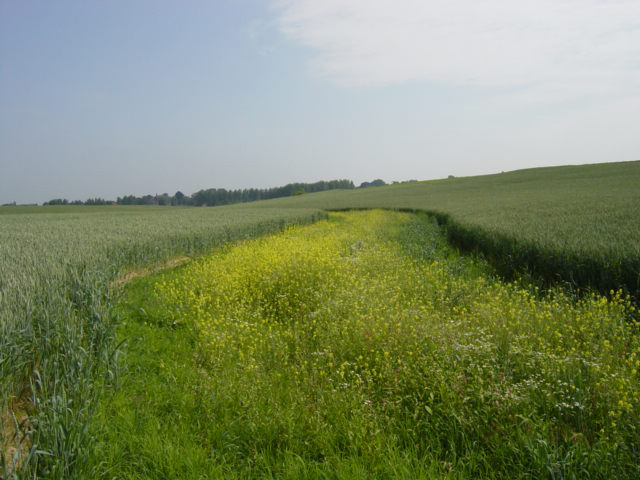
Chenal enherbé à Velm en Belgique par beau temps, colonisé par des repousses de colza

Un chenal enherbé (grassed waterway en anglais ; grasbaan en néerlandais) consiste en une bande d'herbe de plusieurs mètres ou dizaines de mètres de largeur. 
Il est généralement installé dans la ligne de fond de vallée (ou talweg) au sein d'un bassin versant cultivé afin de lutter contre l'érosion, mais une étude menée sur un chenal enherbé pendant 8 ans en Bavière a également montré d'autres impacts positifs de ce type de dispositif, en matière de biodiversité notamment.

## Remarque importante, élément de définitions
Il convient de ne pas confondre un « chenal enherbé » avec une bande enherbée. Au sens le plus commun de cette expression en Europe, cette dernière est en effet généralement plus étroite (quelques mètres) et plutôt implantée le long des cours d'eau, ou encore en bordure ou au sein des parcelles agricoles.

## Histoire
Dans le passé, les bas-pays et les zones basses et zones de pentes étaient souvent enherbées. Ce n'est qu'avec l'apparition de l'agriculture industrielle qu'elles ont été massivement labourées, en aggravant les problèmes d'érosion.  
Aux États-Unis et ailleurs elles ont ensuite parfois été restaurée dans le cadre de la maîtrise du ruissellement et de l'érosion , mais aussi de la recherche du bon état écologique du bassin versant.

## Intérêt anti-érosif

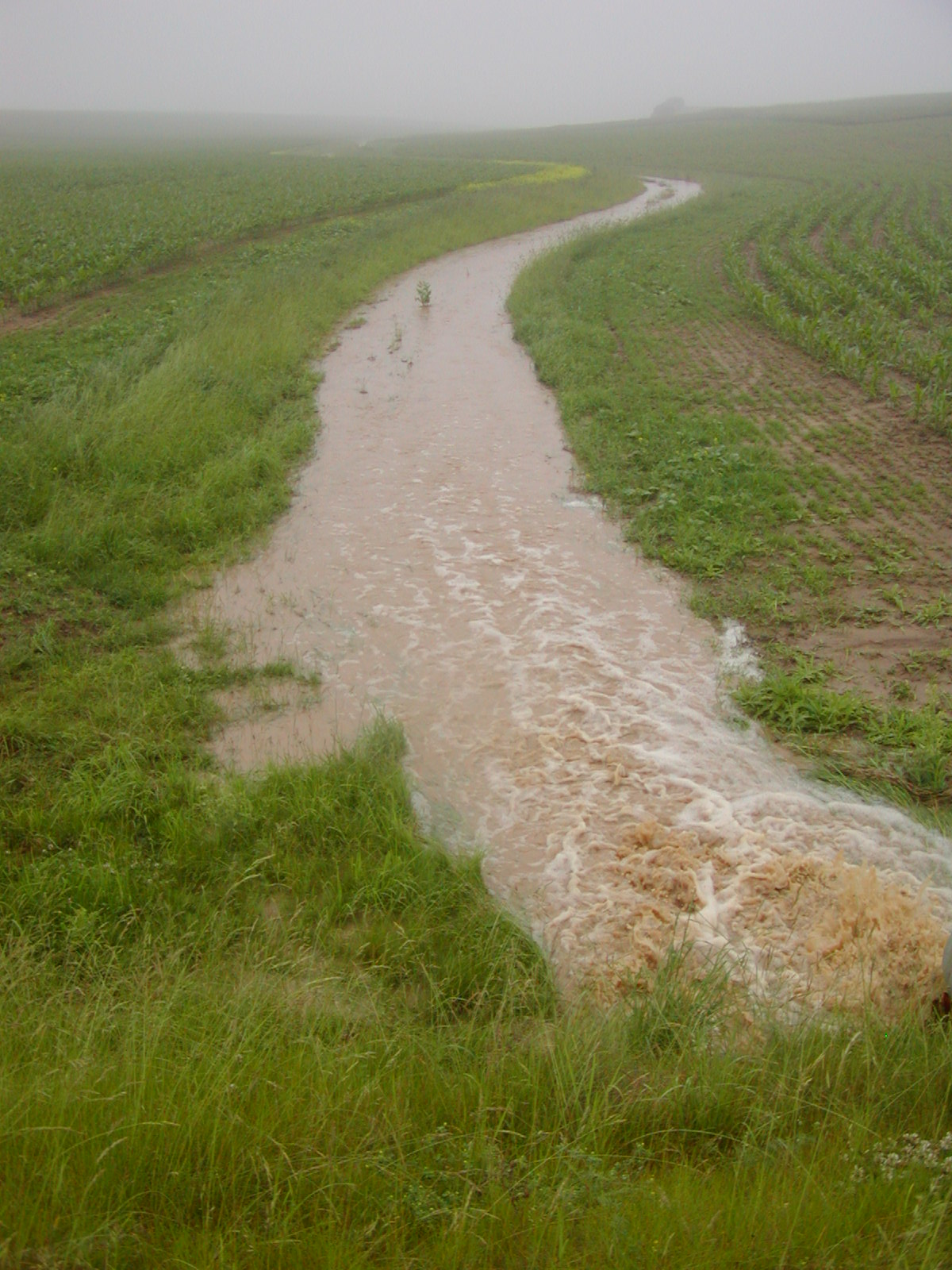
Chenal enherbé à Velm en Belgique après un orage

Le ruissellement généré au niveau des terres agricoles, pendant un orage ou des pluies hivernales continues, se concentre dans le talweg où il peut conduire à la formation de rigoles ou même d'une ravine d'érosion. Il est parfois aussi la cause d'un déficit d'alimentation des nappe superficielle et cause de pollution par les engrais et pesticides en aval (ainsi que source de turdidité) en aval. Une inondation boueuse peut même en résulter. 

## Fonctionnement
Les rigoles et les ravines conduisent à la concentration du ruissellement qui se forme par la suite et accélèrent leur acheminement vers l'aval, ce qui peut y aggraver les dégâts occasionnés. Dans ce contexte, un chenal enherbé permet d'accroître la cohésion et la rugosité du sol, et d'empêcher la formation de rigoles et de ravines. Il permet aussi de ralentir l'écoulement de l'eau et sa réinfiltration pendant les longues pluies hivernales.  l'enherbement du fond permet en effet aux racines et radicelles de stabiliser le sol, et aux plantes de fixer une partie des particules en suspension. 
En revanche, son infiltrabilité n'est généralement pas suffisante dans le cas d'orages printaniers ou estivaux. Il peut alors être nécessaire de lui adjoindre d'autres mesures complémentaires, comme l'installation de digues en terre ou fascines en travers le chenal, pour y retenir temporairement, mais mieux les eaux de ruissellement.
Si le sol est très vulnérable à l'érosion, le chenal peut se combler assez rapidement.